# Carl Söderberg (präst)
Carl Daniel Söderberg, född den 12 augusti 1894 i Borås, död den 6 mars 1963 i Kalmar, var en svensk präst.
Söderberg avlade teologie kandidatexamen 1922. Han blev kyrkoadjunkt och vice pastor i Visby samma år och kyrkoherde i Othem 1926. Efter att ha tjänstgjort som sjömanspastor i London 1934–1935 blev Söderberg legationspredikant och kyrkoherde i Ulrika Eleonora svenska församling i samma stad 1939. Han var kyrkoherde i Kalmar 1947–1959 och kontraktsprost i Norra Möre 1956–1959. Söderberg blev ledamot av Nordstjärneorden 1947. Han vilar på Södra kyrkogården i Kalmar.